# François Deguelt
François Deguelt, nacido como Louis Deghelt (4 de diciembre de 1932 en Tarbes, Altos Pirineos - 22 de enero de 2014 en Le Thoronet, Var), fue un cantante francés, más conocido por su participación, representando a Mónaco, en el Festival de la Canción de Eurovisión 1960 y en el Festival de la Canción de Eurovisión 1962.

## Carrera
Deguelt dejó sus estudios para convertirse en cantante de cabaret, en París, a principios de la década de 1950. En 1956 fue el ganador del Grand Prix du Disque de la Academia Charles Cros. Tras realizar el servicio militar en Argelia, Deguelt volvió a Francia y se le dio la oportunidad de cantar, representando a Mónaco, en el quinto Festival de Eurovisión, celebrado en Londres el 29 de marzo de 1960. La canción de Deguelt, Evening ("Atardecer"), se hizo popular en el jurado, alcanzando el tercer puesto de 13 participantes.
Deguelt regresó a Eurovisión, nuevamente representando a Mónaco, con la canción Dis rien ("Di nada"). Este concurso se celebró el 18 de marzo de 1962 en Luxemburgo, donde mejoró su puesto alcanzando el segundo de 16 participantes. Deguelt fue uno de los cinco participantes en la historia de Eurovisión, junto con Cliff Richard, Katja Ebstein, Chiara Siracusa y Željko Joksimović), que alcanzaron los puestos 2º y 3º sin ganar una sola vez.
Sus posteriores sencillos de éxito fueron Le ciel, le soleil et la mer (1965), Le printemps (1966), Minuit, le vent, la nuit (1968) y La libération (1968).